# SSC 바리

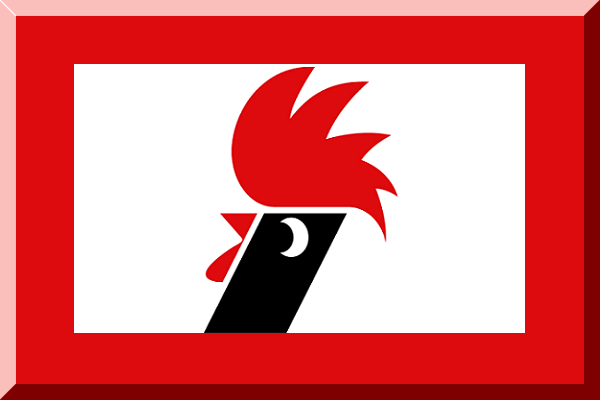

소치에타 스포르티바 칼초 바리(이탈리아어: Società Sportiva Calcio Bari S.p.A.)는 이탈리아의 바리를 연고로 하는 축구 클럽으로 1908년에 설립되었다.
이 팀은 1930년대 ~ 1940년대에는 세리에 A 소속 팀으로 뛰었지만 이후에는 연이어서 세리에 A와 세리에 B를 왕래했고, 1974년에는 세리에 C로 강등되었다.
그 뒤에는 1980년대에 들어오면서 다시 세리에 A 복귀하는 등 회복세를 보였지만, 세리에 A 2000-01 시즌을 마지막으로 계속해서 하부 리그 소속팀으로 활동했고 세리에 A 2008-09 시즌에는 안토니오 콘테 (Antonio Conte) 감독 아래에서 세리에 A 승격에 성공하였다. 세리에 A 2009-10 시즌에서는 라노키아와 보누치 등 수비수들의 활약으로 리그 10위를 기록하여 돌풍을 일으켰다.
그러나 세리에 A 2009-10 시즌이 끝난 이후 라노키아 보누치 듀오가 빠지면서 약체임을 드러내고 세리에 A 2010-11 시즌을 20위로 마감하며 세리에 B로 2년 만에 다시 강등되었다. 이후 세리에 B에서 중상위권을 유지하다 2018년 7월 16일 심각한 재정 문제로 세리에 B에서 퇴출 당하였다. 이후 이탈리아 영화 제작사 필마우로의 소유주이자 SSC 나폴리의 구단주인 아우렐리오 데 라우렌티스 주니어에 의해 재창단되어 세리에 D 참가를 허가받고 2018-19 시즌에 참가하였다. 이에 곧바로 세리에 D (그룹 I)에서 1위를 기록하며 세리에 C로 승격했으며 2019-20 시즌 현재 세리에 C (그룹 C)에 소속되어 있다.
바리의 홈 경기장인 산 니콜라 스타디오는 1990년 FIFA 월드컵 경기장으로 쓰였던 경기장이며 잔루카 참브로타 안토니오 카사노 등이 이곳을 거쳐가기도 하였다.

## 역대 성적
세리에 B: 3회
- 우승: 1934–35, 1941–42, 2008–09
- 준우승: 1930–31, 1933–34 (승격 X), 1957–58, 1962–63, 1988–89, 1993–94
- 승격: 프리마 디비시오네 1927-28, 세리에 B 1968–69, 세리에 B 1984–85, 세리에 B 1996–97

세리에 C: 1회
- 우승: 1954–55

미트로파컵: 1
- 우승: 1990

## 선수 명단

### 현역
참고: FIFA 자격 규정에 따라 소속된 국가대표팀 국기를 표시합니다. 선수는 복수의 FIFA 비회원국 국적을 가지고 있을 수 있습니다.
| 번호 | 포지션 | 국적       | 이름                |
| ---- | ------ | ---------- | ------------------- |
| 1    | GK     | 세르비아   | 보리스 라두노비치   |
| 8    | MF     | 리비아     | 아마드 베날리       |
| 9    | FW     |            | 안드리자 노바코비치 |
| 19   | FW     | 우루과이   | 세사르 팔레티       |
| 20   | FW     | 우루과이   | 가스톤 페레이로     |
| 44   | DF     | 크로아티아 | 로렌초 시미치       |

| 번호 | 포지션 | 국적   | 이름          |
| ---- | ------ | ------ | ------------- |
| 93   | MF     | 알제리 | 메흐디 도발리 |
| 94   | MF     | 말리   | 콜리 사코     |

## 역대 감독
| 감독                  | 임기        |
| --------------------- | ----------- |
| 샤로시 죄르지         | 1948 ~ 1950 |
| 루이스 카르니글리아   | 1961        |
| 즈비그니에프 보니에크 | 1991 ~ 1992 |
| 세바스치앙 라자로니   | 1992 ~ 1993 |
| 마르코 타르델리       | 2002 ~ 2003 |
| 잔 피에로 벤투라      | 2009 ~ 2011 |
| 파비오 그로소         | 2017 ~ 2018 |
| 파스콸레 마리노       | 2023 ~      |

틀:SSC 바리 선수 명단